# Trieste Futebol Clube
O Trieste Futebol Clube é um clube de futebol amador da cidade de Curitiba, capital do estado do Paraná. Suas cores são o verde, branco e vermelho, as mesmas da bandeira italiana. O time manda seus jogos no Estádio Francisco Muraro.

## História
Com a imigração italiana iniciando-se no Paraná a partir do século XIX, nos anos de 1878 em diante, imigrantes oriundos da região do Vêneto na Itália, instalaram-se com suas famílias e seus descendentes, na então distante colônia de Santa Felicidade, em Curitiba.
Apaixonados por futebol, os membros das famílias Ferro, Muraro, Cuman, Anzolin, Luca, Tulio, Esmanhotto, Zem, Justi, Volpi, Benato dentre outros, eram aficionados pelo futebol. Procuravam jogar suas peladinhas de final de semana, no campo do Iguaçu, em Butiatuvinha, e encontravam alguns percalços neste início de suas jornadas no esporte “bretão”. Nas ocasiões, sempre eram preteridos, e só conseguiam fazer parte de alguma equipe em último caso, ou então, quase sempre, ficavam de fora só olhando.

### O primeiro campo de futebol
Existia uma certa discriminação para com os “italianos” do Monte Bérico. Diante dessa situação constrangedora, resolveram encontrar um local onde pudessem mostrar os conhecimentos do “cálcio”, sem ter que pedir favores.
Passaram a não mais frequentar o campo dos adversários “lá de cima da Colônia”, e assim montaram seu próprio espaço, ficando mais próximos de suas residências. Primeiramente usavam o terreno da família dos “Tulio”.

### O nascimento do clube
Assim os jovens se transferiram para o outro lado da rua, e passaram a jogar na chácara do senhor Jerônimo Muraro (pai de Francisco Muraro), que doou parte do terreno para a formação do clube. Ali, os amigos construíram um novo campinho, sendo que mais tarde, o compraram por 20$000,00 (vinte mil contos de réis).
Quando da compra do terreno, no ano de 1933, foi composta uma diretoria para o clube, sendo eleitos José (Bepi) Ferro de Antonio (Presidente), José Ferro de Vitório (Vice), e ainda Evelino Muraro e Frederico Ferro.
Mas somente na terça-feira, 08 de Junho de 1937, foi realizada uma Assembleia que marcou a fundação do clube, com sua primeira ata registrada. O presidente eleito nesta ocasião, foi o sr. Urbano Cuman, juntamente com diversos membros da Diretoria.
Com o passar dos anos, o Trieste permaneceu a disputar partidas amistosas, e como consequência, alguns torneios não oficiais. Até que em 1951, o clube filiou-se à Federação Paranaense de Futebol, conseguindo o acesso para as disputas oficiais promovidas pela entidade, naquela época denominada LSC (Liga Suburbana de Curitiba).
O início das competições foram um pouco complicadas para nosso clube, pois na época alguns times amadores de Curitiba se negavam a jogar em Santa Felicidade, alegando que havia dificuldades de locomoção, pelo fato de a “colônia italiana” ser muito distante do centro de Curitiba.
Sugeriram então em reunião, que para que o Trieste pudesse mandar seus jogos em casa, o clube deveria pagar o deslocamento dos outros times até Santa Felicidade, ou a outra opção seria, de sempre jogar fora de casa, no campo dos adversários.

## Títulos
| Regionais  | Regionais                                   | Regionais | Regionais                                                                           |
|            | Competição                                  | Títulos   | Temporadas                                                                          |
| ---------- | ------------------------------------------- | --------- | ----------------------------------------------------------------------------------- |
|            | Taça Kaiser                                 | 1         | 2019                                                                                |
|            | Campeonato Sul-Brasileiro de Futebol Amador | 1         | 2007                                                                                |
| Estaduais  |                                             |           |                                                                                     |
|            | Competição                                  | Títulos   | Temporadas                                                                          |
|            | Taça Paraná                                 | 11        | 1965, 1966, 1969, 1970, 1971, 1984, 1985, 1988, 1990, 2006 e 2024                   |
| Municipais |                                             |           |                                                                                     |
|            | Competição                                  | Títulos   | Temporadas                                                                          |
|            | Campeonato Curitibano                       | 14        | 1964, 1965, 1968, 1969, 1972, 1975, 1976, 1984, 1985, 1986, 2006, 2013, 2018 e 2023 |
|            | Recopa Amadora                              | 1         | 2024                                                                                |